# Stiftung Geißstraße Sieben
Die Stiftung Geißstraße Sieben ist eine gemeinnützige Stiftung bürgerlichen Rechts in Stuttgart-Mitte. Sie ist 1994 infolge eines Brandanschlags entstanden und engagiert sich seitdem kulturell, sozial und stadthistorisch.

## Geschichte
Am 16. März 1994 brannte das um 1900 erbaute Haus Geißstraße 7 in der Stuttgarter Altstadt. Der Brand war die größte Katastrophe in Stuttgart seit dem Zweiten Weltkrieg. Es kamen 7 Menschen ums Leben, 16 wurden verletzt, darunter viele Flüchtlinge.
Ein Jahr später gründete sich die Stiftung Geißstraße 7. Das Haus, das der Brauerei Stuttgarter Hofbräu KG gehörte, wurde nach dem Anschlag auf die neue Stiftung übertragen, die dort ihren Sitz und Veranstaltungsort hat.
Mit dem Wohnprojekt der Stiftung, das Menschen in Wohnungsnot aufnahm, sollte ein Zeichen gegen Diskriminierung und Rassismus gesetzt werden. Es wurde ehemals vom Sozialamt der Stadt Stuttgart gefördert und von Sozialarbeitern betreut.
2004 erhielt die Stiftung von der Kulturpolitischen Gesellschaft den Kulturpreis.

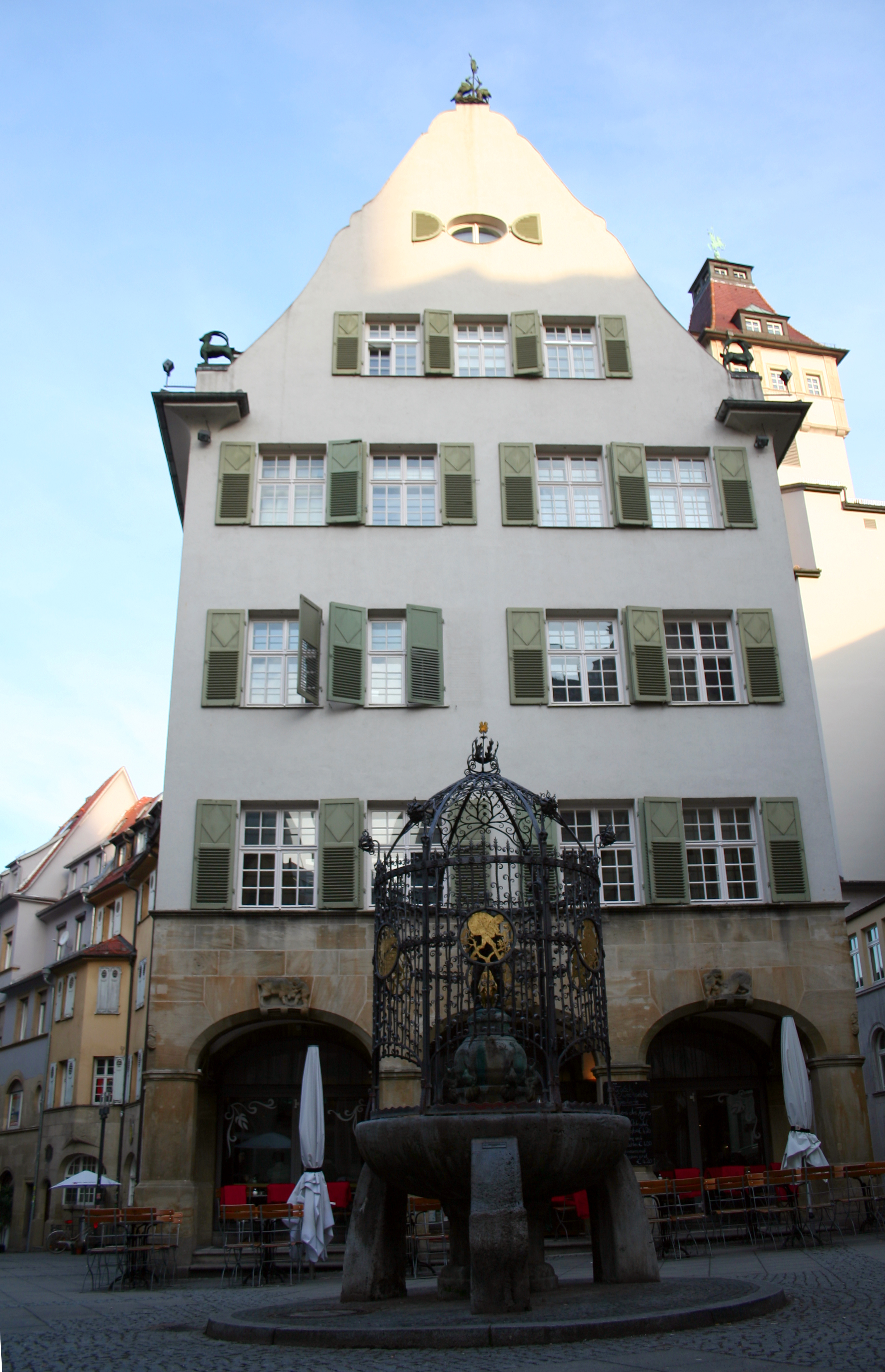
Vorderansicht des Hauses der Stiftung Geißstraße Sieben

## Veranstaltungen
Die Stiftung fördert das demokratische Leben in Stuttgart und bietet ein Forum für kritische Dialoge. Damit ist sie ein öffentlicher Ort von Begegnung und Austausch und widmet ihre Veranstaltungsreihen kulturellen, literarischen und gesellschaftlichen Themen. Es werden jährlich ca. 20 Veranstaltungen eigenständig oder in Kooperation mit anderen Einrichtungen koordiniert: mit Bezug und Stellungnahme zu aktuellen Themen, wie z. B. Menschenrechte, Migration, Stadtentwicklung oder auch zu akuten Ereignissen, wie im Jahr 2010 zur Erdbebenkatastrophe auf Haiti.
Jedes Jahr gibt sie dabei ein Leitthema vor, zu dem weitere Veranstaltungen, auch Studienreisen angeboten werden. Dies waren z. B.:
- 2009: Glück
- 2010: Ware/ Konsum
- 2011/012: Die Geschichte der Schwabenkinder mit einer Exkursion nach Wolfegg und Ravensburg
- 2012/013: Traute Heimat? Ein Kooperationsprojekt
- 2017: Die Wucht der Worte (zum Thema hate speech)

Ein weiteres Veranstaltungselement ist die Spaziergangsreihe „Mein Stuttgart“. Hier führen Stuttgarter Persönlichkeiten aus Politik, Theater, der Kunst- sowie der Musikszene durch die Landeshauptstadt Baden-Württembergs. Diese Reihe wird in Kooperation mit der Stuttgarter Zeitung durchgeführt. Ab 2014 finden in dieser Reihe Spaziergänge zu Orten der Zukunft statt. Weitere Partner begleiten die Stiftung Geißstraße in ihren Veranstaltungen, oder halten selbst Seminare und Vorträge in den Räumen der Stiftung ab (z. B. das Forum der Kulturen in Stuttgart).

## Projekte

### Reihe Denkblatt
Durch die Reihe „Denkblatt“ wird in besonderer Form an Stuttgarter Persönlichkeiten und Ereignisse erinnert. Die Denkblätter (insgesamt 18) tragen zur Beschreibung der intellektuellen Topografie Stuttgarts bei und schreiben an gegen das Vergessen.

### Zeichen der Erinnerung
Die Stiftung Geißstraße veranstaltete im Jahr 2001 gemeinsam mit dem Infoladen Stuttgart 21 einen studentischen Wettbewerb mit dem Ziel, einen Entwurf für eine Gedenkstätte am Nordbahnhof in Stuttgart zu erstellen.
Am inneren Nordbahnhof wurden 1941–1944 über 2000 jüdische Menschen deportiert. Die Auswertung der Arbeiten fand am 4. Mai 2002 statt.
2004 wurde der Verein „Zeichen der Erinnerung“ gegründet. Die Stadt stellte das Gelände zur Verfügung. Das Bauvorhaben finanzierte sich zur Hälfte aus Geldern, die von der Stadt zugeschossen wurden, zur Hälfte aus Spenden.
Die Gedenkstätte wurde im Sommer 2006 eingeweiht. 2003 fand die Studienreise „Zug nach Theresienstadt“ mit Künstlern, Journalisten, Jugendlichen und den beiden Zeitzeugen Inge Auerbacher und Garry Fabian statt. Auerbacher und Fabian überlebten das Konzentrationslager Theresienstadt.
Im Jahr 2003 verlieh die Stuttgarter Bürgerstiftung der Stiftung Geißstraße Sieben einen Anerkennungspreis für das Projekt „Zeichen der Erinnerung“.
Im Jahr 2011 wurde die Gedenkstätte vom Verein Zeichen der Erinnerung e. V. übernommen.

## Veröffentlichungen

### Buchtitel
- Garry (Gerhard) Fabian: Blick zurück. Wie ein Stuttgarter Junge das KZ Theresienstadt überlebt hat. Stuttgart 2006, ISBN 3-933231-97-3.
- Michael Kienzle (Hrsg.): Zeichen der Erinnerung. Zug nach Theresienstadt. Stuttgart 2004, ISBN 3-00-013368-2.
- Stiftung Geißstraße (Hrsg.): Inszeniertes Glück. Die erneuerte Stuttgarter Altstadt 1909. Stuttgart 2009, ISBN 978-3-7828-1319-8.
- Michael Kienzle (Hrsg.): Spazieren in Stuttgart. Stuttgart 2021, ISBN 978-3-00-068189-9.
- Stiftung Geißstraße (Hrsg.): Die Brandnacht Stuttgart 2024.

### Denkblätter
In der Reihenfolge ihrer Veröffentlichung, zuletzt das neueste:
| - Joseph Süß Oppenheimer (1698–1738) - Eduard Pfeiffer (1835–1921) - Johann Georg Elser (1903–1945) - Clara Zetkin (1857–1933) - Zwangsarbeit in Stuttgart 1939–1945 - Deportation 1941–1945 - Elly Heuss-Knapp (1881–1952) - Paul Hahn (1883–1952) - Zeichen der Erinnerung - Werner Krauss (1900–1976) | - Lina Hähnle (1851–1941) - Gregor Gog (1891–1945) - Emil Molt (1876–1936) - Fritz Bauer (1903–1968)/Wilhelm Boger(1906–1977) (zwei Kontrastbiographien) - Gerda Taro (1910–1937) - Fritz Wisten (1890–1962) - Max Ackermann (1887–1975) - Die Schwabenkinder |

### Postkarten
Durch 30 Tafeln an besonderen Orten Stuttgarts mit kommentierenden Epigrammen von regionalen und überregionalen Autoren entstand ein kleiner poetischer Lehrpfad. Diese Texttafeln sind auch als Postkarten veröffentlicht.
- Stadtverdichtung Stuttgart. 29 Texttafeln als Postkartensatz. 2004, Stuttgart 2004.